# Bakasana

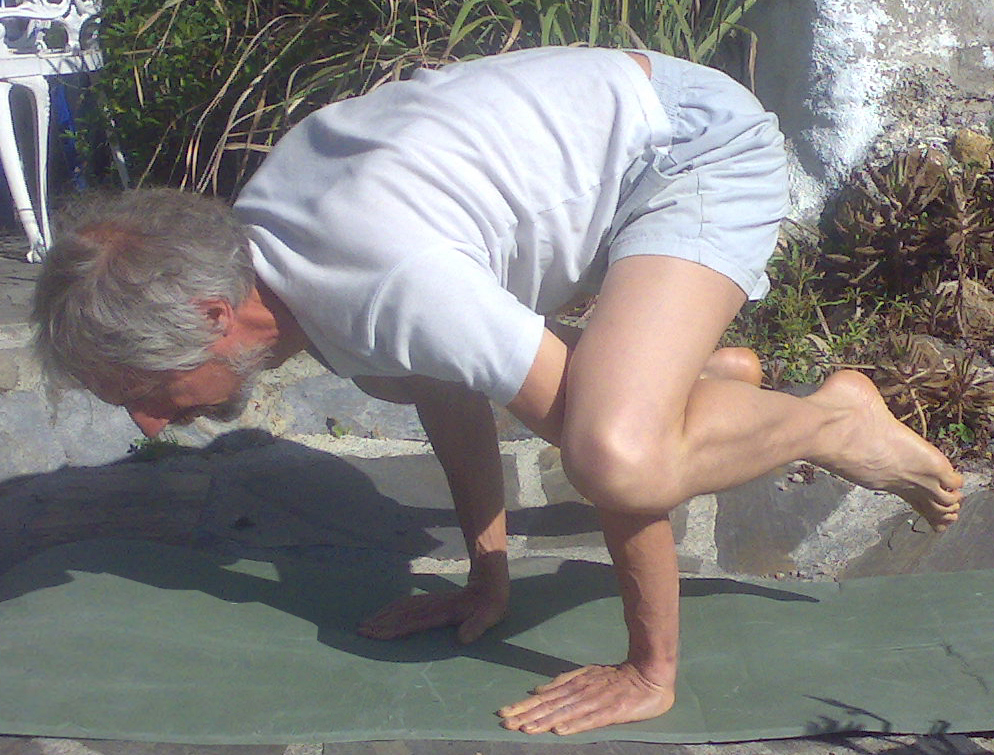
Bakāsana ou la posture du corbeau ou de la grue.

Bakāsana est une posture de yoga. Bakāsana est composé du terme sanskrit baka qui veut dire héron. Elle se pratique bras tendus. Si les bras sont fléchis, on lui donnera le nom de posture du corbeau (crow pose) ou la posture de la grue.